# Windows API
Windows API, ili kraće WinAPI je Majkrosoftov temeljni skup aplikacionog programskog interfejsa (API) dostupan u Microsoft Windows operativnim sistemima. Naziv Windows API se skupno odnosi na niz različitih implementacija programskih platformi koje se često nazivaju vlastitim imenima (na primer, Win32 API za 32-bitne verzije Windows-a). Gotovo svi Windows programi koriste Windows API, izuzevši mali broj posebnih programa iniciranih prilikom pokretanja Windows procesa na Windows NT liniji operativnih sistema, koji koriste Nativni API.
Podrška razvijateljima aplikacija je dostupna u obliku Windows Software Development Kit (SDK), koja pruža dokumentaciju i alate potrebne za izgradnju softvera temeljenih na Windows API-jima.
Windows API je implementiran u programskom jeziku C i nije objektno-orijentisan. Novije verzije kao što su Windows 8, pored podrške za takav proceduralni Win32 API takođe pružaju podršku i za WinRT API koji je implementiran u programskom jeziku C++ i jeste objektno-orijentisan.